# بلدة إلم ريفر (ميشيغان)
إلم ريفر (بالإنجليزية: Elm River Township, Michigan)‏ هي بلدة تقع بولاية ميشيغان في الولايات المتحدة. تبلغ مساحتها 241.6 (كم²)، وترتفع عن سطح البحر 362 م، بلغ عدد سكانها 169 نسمة في عام تعداد الولايات المتحدة 2000 حسب إحصاء مكتب تعداد الولايات المتحدة وتصل الكثافة السكانية فيها 0.7 نسمة/كم2.

## وصلات خارجية
- http://www.elmrivertownship.com/
- The US50 - Cities and Towns in Michigan State
- Michigan Cities and Towns, Facts, Map, Flag, Colleges, Government, and More